# نابلية
النّابليّة (الاسم العلمي: Sagittariidae)، فصيلة من الطيور الجارحة تشمل نوع واحد حي وهو الطائر الكاتب (Sagittarius serpentarius) الذي يعيش في إفريقيا.